# Audiogram
A latin-görög eredetű audiogram  kifejezés a hallásvizsgálat során felvett diagramot jelenti, mely képet ad egy adott személy hallóképességéről.

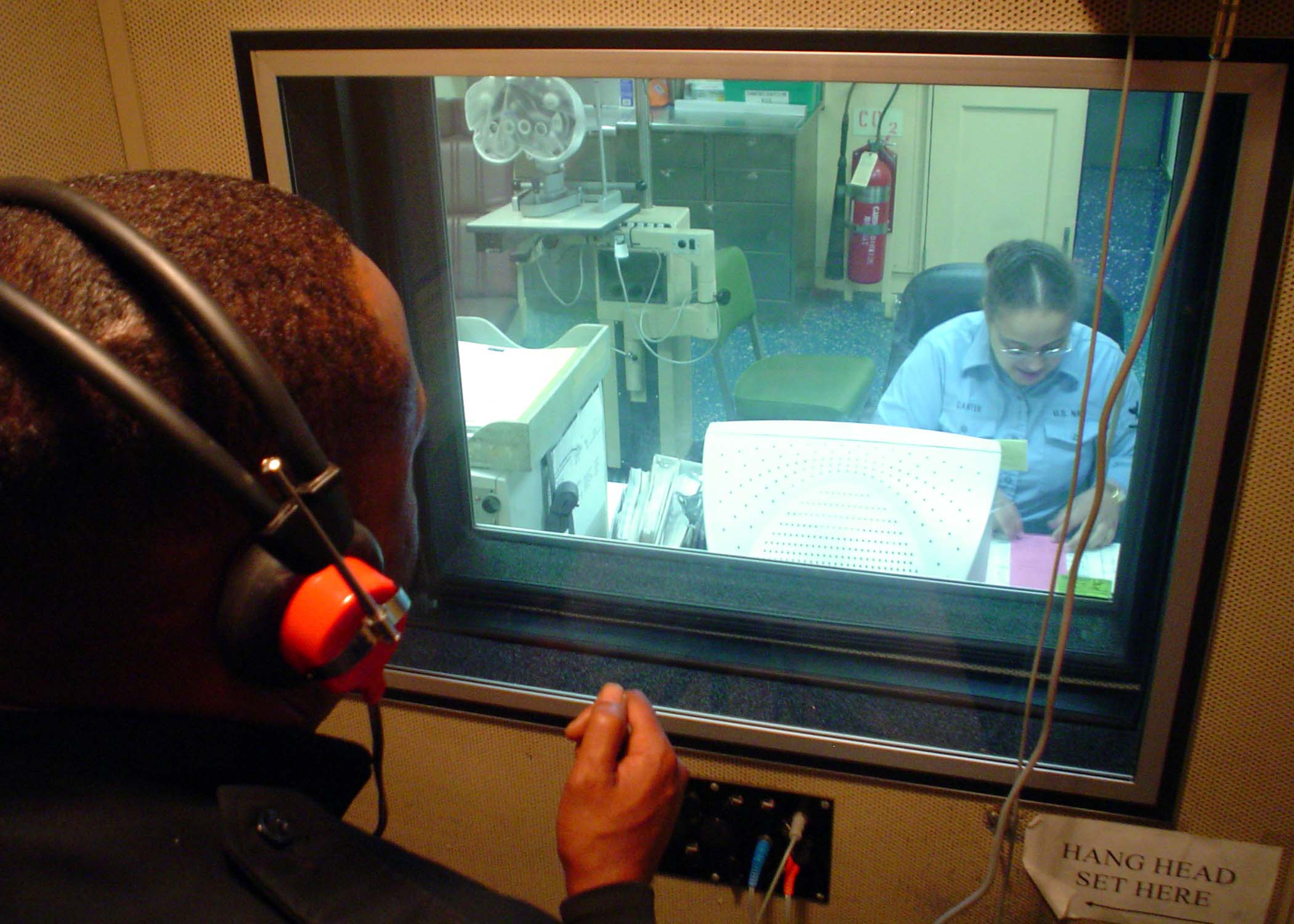
A hallásvizsgálat

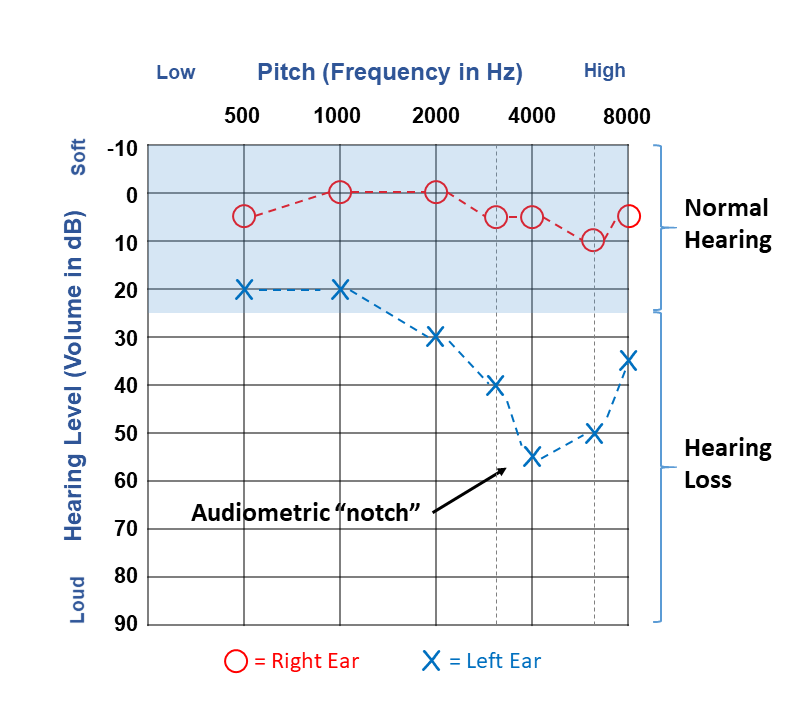
Nyomtatott, átlagos audiogram, amely a bal fülön tipikus "zajos bevágást" mutat (a jobb fülön normális hallás)

Egy zárt, a külvilági zajoktól elszigetelt fülkében az audiométerrel végzett hallásvizsgálat során a vizsgált személy bal, jobb vagy mindkét oldali fülének különféle hangmagassághoz (frekvencia) tartozó hallásküszöbét állapítják meg. Minden egyes frekvencián az emberi füllel nem hallható intenzitású hangtól kezdve változtatják a jel erejét mindaddig, míg a vizsgált személy nem jelzi, hogy az adott hangot már érzékeli. A vizsgálat során nemcsak a légvezetést vizsgálják, hanem lehetőség van a csontvezetéses hallásküszöb mérésére is. A kettő eltéréséből következtetést lehet levonni az esetleges halláscsökkenés okairól.
Az audiogram általában előre nyomtatott űrlap, melyre a vizsgálatot végző asszisztens vezeti fel a kapott értékeket. A grafikon függőleges tengelyén a hang intenzitását (erejét) logaritmikus skálában (dB), a vízszintes tengelyén pedig a hang frekvenciáját (Hz) ábrázolják.
Az audiometria egyik meghatározó alakja Békésy György, aki a telefonkagyló tökéletesítése során ismerte fel a belső fül törvényszerűségeit. Kutatásaiért orvosi Nobel-díjat kapott.